# Ceratinopsis benoiti
Ceratinopsis benoiti är en spindelart som först beskrevs av Holm 1968.  Ceratinopsis benoiti ingår i släktet Ceratinopsis och familjen täckvävarspindlar.
Artens utbredningsområde är Tanzania. Inga underarter finns listade i Catalogue of Life.